# Spherillo velutinus
Spherillo velutinus là một loài chân đều trong họ Armadillidae. Loài này được Dollfus miêu tả khoa học năm 1908.